# 佐佐木就清
佐佐木 就清（ささき なりきよ/たかきよ、享保6年（1721年） - 天明8年7月14日（1788年8月15日））は、江戸時代中期の長州藩士。尼子氏（佐佐木氏）12代当主。初名は胤久（たねひさ）、のちに藩主毛利重就より偏諱を授かって就清に改名。もとは粟屋氏の出身で、実父は粟屋常方。養父は佐佐木時久。子に佐佐木房高、村上某（能島村上氏・村上就庸の養子）、粟屋某（粟屋信成（就清の兄?）の養子）と女児2人がいる。
佐佐木時久の実子は早世していたため、就清が時久の養子に入る。天明8年（1788年）に死去。家督は子の房高が継承した。